# Фомичово (Красночикойський район)
Фомичо́во (рос. Фомичёво) — село у складі Красночикойського району Забайкальського краю, Росія. Входить до складу Захаровського сільського поселення.

## Населення
Населення — 337 осіб (2010; 411 у 2002).
Національний склад (станом на 2002 рік):
- росіяни — 100 %